# الحريم الصفوي

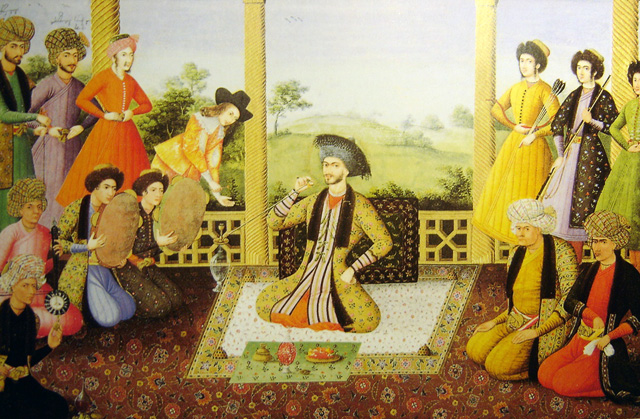
سليمان الأول وحاشيته (1670)

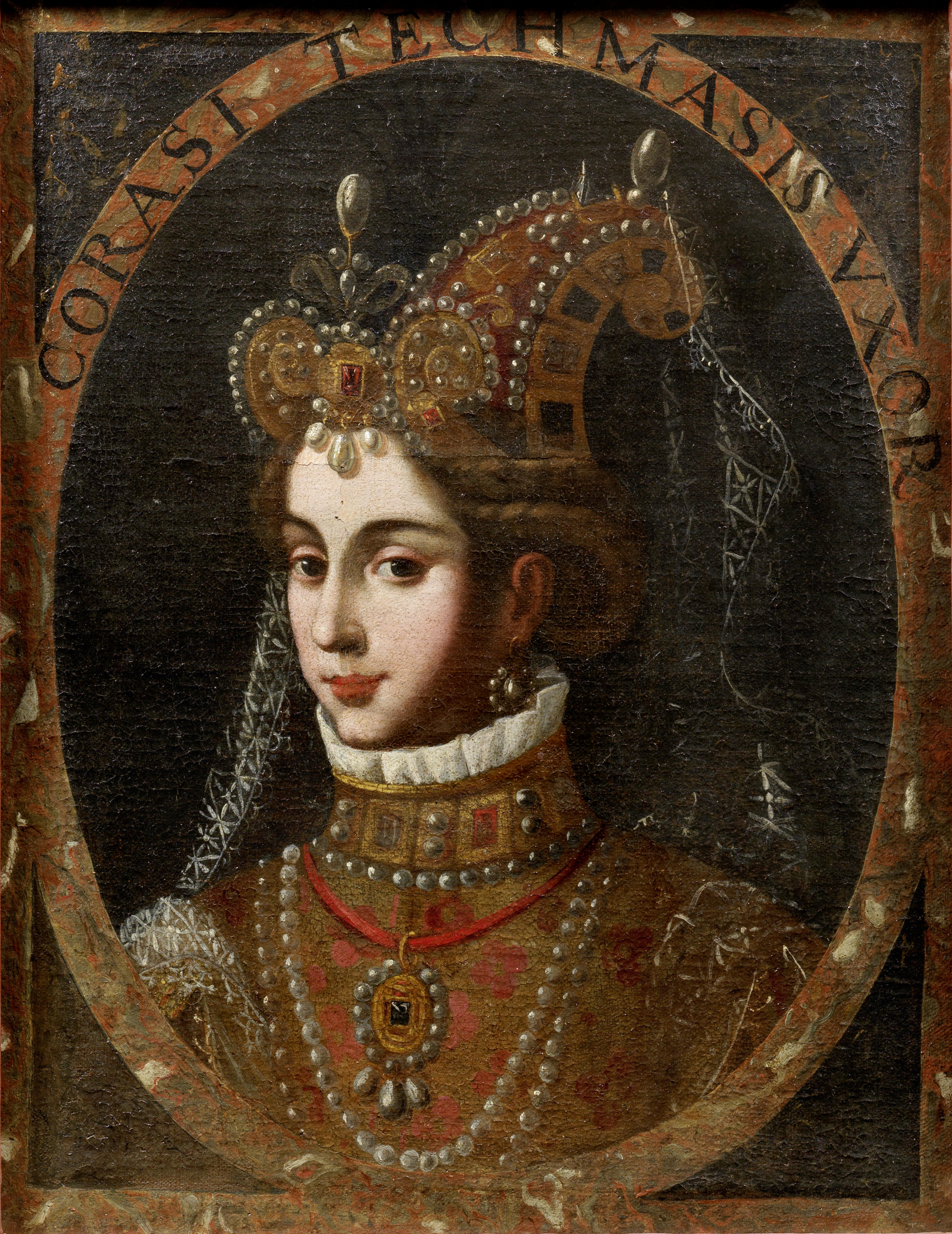
صورة الكوراسي سلطان آقا خانم، الزوجة الثانية لطهماسب الأول

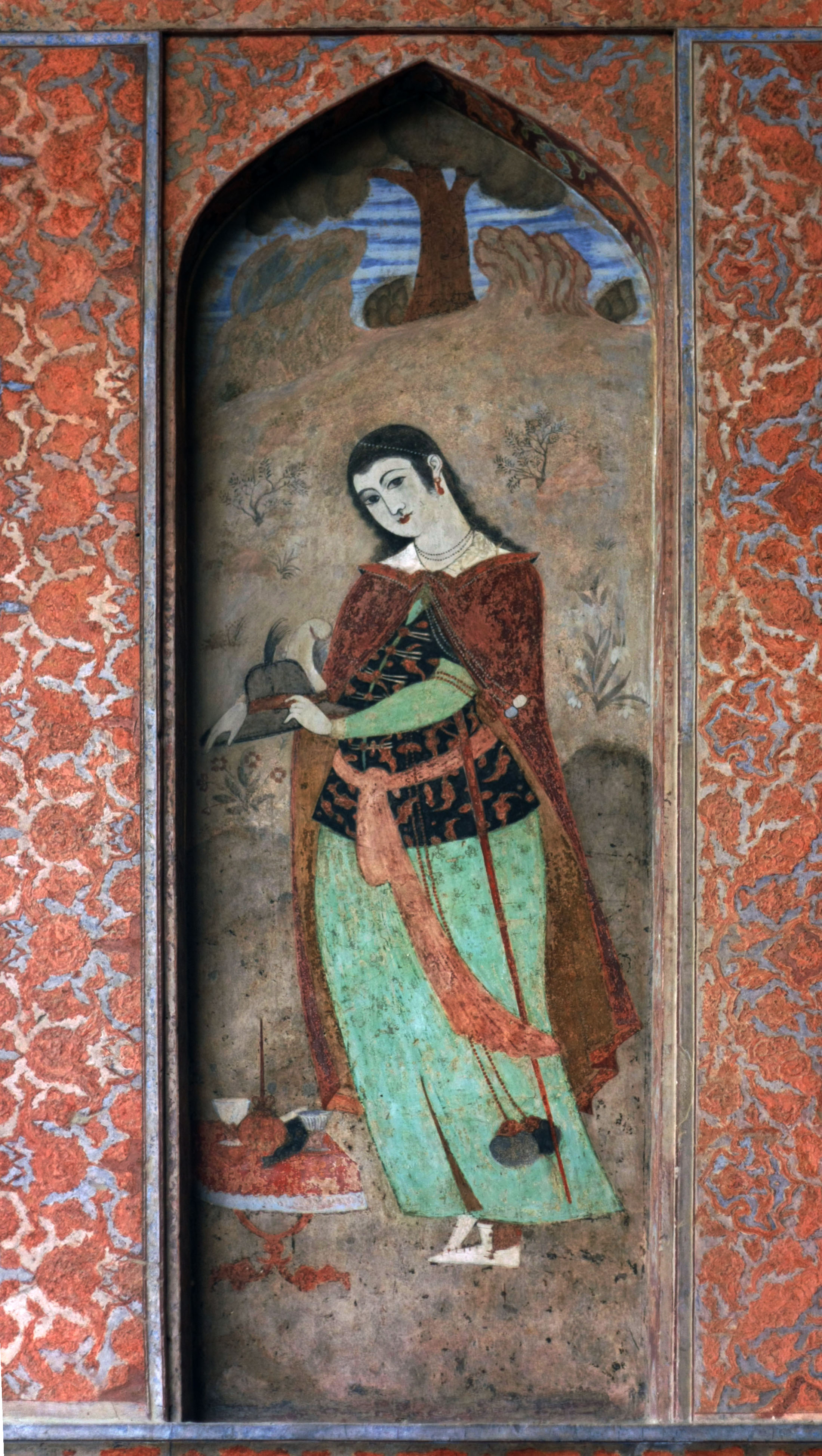
لوحة جدارية من رواق قصر علي قابو تصور امرأة فارسية

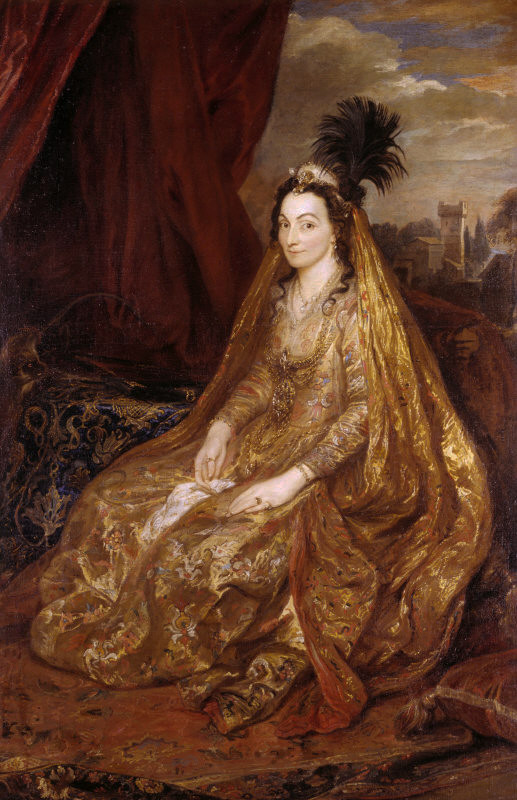
ليدي شيرلي، بريشة أنتوني فان دايك، حوالي عام 1622

الحريم الإمبراطوري الصفوي يشير إلى حريم شاهات السلالة الصفوية في إيران. لقد لعب حريم الشاه الصفويين دورًا هامًّا في تاريخ إيران الصفوية (1501-1736).
كان هذا هو مكان إقامة نساء العائلة الملكية، حيث كانت تعيش النساء من الأسرة الحاكمة في عزلة حسب الجنس. كان موطنًا للأم والزوجات والمحظيات والإماء وأعضاء الأسرة الإناث غير المتزوجات. وقد كانت مؤسسة ذات أهمية ومكانة مؤثرة سياسيًّا في كثير من الأحيان.

## التسلسل الهرمي والتنظيم
كان الحريم الصفوي يتكون من الأمهات والزوجات والمحظيات والإماء والأقارب الإناث، وكان يعمل به الإماء والخصيان الذين عملوا كحراس لهم وقناتهم إلى بقية العالم. قُدِّر أن بلاط شاه سلطان حسين (حكم من عام 1694 إلى عام 1722) كان يضم خمسة آلاف عبد؛ من الذكور والإناث، من السود والبيض، وكان منهم مائة من الخصيان السود.

### الزوجات
كان ملوك السلالة الصفوية يفضلون الإنجاب من خلال الجواري العبيد، وهو ما من شأنه أن يحيد الطموحات المحتملة من الأقارب وغيرهم من الأقارب ويحمي الميراث. كانت محظيات الشاه العبيد (والأمهات لاحقًا) تتكون بشكل أساسي من النساء الشركسيات والجورجيات والأرمنيات.
كانت الجواري المحظيات يُشار إليهن باسم الكنز؛ وكانوا عادةً يعتنقون المذهب الشيعي.
وعلى النقيض من العادة الشائعة في الدول الإسلامية بالسماح للنساء غير المسلمات فقط بأن يصبحن محظيات للحريم، ففي بعض الحالات النادرة وُجد محظيات مسلمات على غرار ما كان يحصل من العثمانيين، حيث كان كل طرف يهاجم الآخر.
لقد تلقت هؤلاء النساء تعليمًا وإنجازات ثم أصبحن زوجات أو خدمن كخادمات للزوجات. كانت تيريزا سامبسونيا الشهيرة واحدة من النساء المتعلمات في الحريم.
كان بإمكان نساء الحريم المستعبدات تحقيق نفوذ كبير، والوصول لأرفع سلطة، ولكن هناك أيضًا أمثلة على العكس: فقد أحرق الشاه عباس الثاني (حكم من عام 1642 إلى عام 1666) ثلاثًا من زوجاته (محظياته) بالإضافة إلى زوجة أخرى بسبب الكذب بشأن فترة حيضها، كما طعن الشاه صفي (حكم من عام 1629 إلى عام 1642) زوجته حتى الموت بسبب العصيان.

### الأمراء
في أوائل العصر الصفوي، كان الأمراء الشباب يوضعون تحت رعاية اللالات (رئيس قزلباش رفيع المستوى يعمل كوصي) وفي النهاية يتم منحهم مسؤولية المحافظات المهمة. على الرغم من أن هذا النظام كان يحمل خطر تشجيع التمردات الإقليمية ضد الشاه، إلا أنه أعطى الأمراء التعليم والتدريب الذي أعدهم للخلافة الأسرية.
غُيرَت هذه السياسة في عهد الشاه عباس الأول (1571-1629)، الذي "نفى إلى حد كبير" الأمراء إلى الحريم، حيث كانت تفاعلاتهم الاجتماعية تقتصر على سيدات الحريم والخصيان. لقد حرمهم هذا من التدريب الإداري والعسكري وكذلك من الخبرة في التعامل مع أرستقراطية المملكة، الأمر الذي، إلى جانب التربية المتساهلة للأمراء، جعلهم ليس فقط غير مستعدين للقيام بالمسؤوليات الملكية، بل وغير مهتمين أيضًا بالقيام بذلك.
كان حصر الأمراء الملكيين في الحريم عاملًا مهمًا ساهم في تراجع السلالة الصفوية.

### الطاقم
كانت إدارة الحريم الملكي تشكل فرعًا مستقلًّا من البلاط، ويتكون طاقمها بشكل أساسي من الخصيان. كان هؤلاء في البداية من الخصيان السود، ولكن بدأ أيضًا توظيف الخصيان البيض من جورجيا منذ عهد عباس الأول.
كان العبيد الخصيان يؤدون مهام مختلفة في العديد من مستويات الحريم وكذلك في المحكمة العامة. كان للخصيان مناصب في البلاط العام، مثل الخزانة الملكية، ومعلمين وآباء بالتبني للعبيد غير المخصيين المختارين ليكونوا جنودًا (غلمانًا)، وكذلك داخل الحريم، وكانوا بمثابة قناة بين نساء الحريم المعزولات والبلاط الخارجي والعالم، مما منحهم دورًا قويًا محتملًا في البلاط.

## الحريم كمؤسسة اجتماعية وسياسية
انخرطت أمهات الأمراء المتنافسين مع الخصيان في مؤامرات القصر في محاولة لوضع مرشحهم على العرش. منذ منتصف القرن السادس عشر، أدت المنافسات بين النساء الجورجيات والشركسيات في الحريم الملكي إلى صراعات أسرية ذات طبيعة عرقية لم تكن معروفة من قبل في البلاط. عندما توفي الشاه عباس الثاني في عام 1666، خطط خصيان القصر لخلافة سليمان الأول واستولوا فعليًا على السيطرة على الدولة.
أنشأ سليمان مجلسًا خاصًا، ضم أهم الخصيان، في الحريم، وبالتالي حرم مؤسسات الدولة التقليدية من وظائفها. لم يكن نفوذ الخصيان على الشؤون العسكرية والمدنية مقيدًا إلا بالتنافسات الداخلية والحركة الدينية التي قادها محمد باقر المجلسي. وصل الحريم الملكي إلى أبعاد كبيرة في عهد السلطان حسين (1668-1726) حتى أنه استهلك جزءًا كبيرًا من إيرادات الدولة.
بعد سقوط سلالة الصفويين، والذي حدث بعد ذلك بفترة وجيزة، لم يعد الخصيان قادرين على تحقيق نفوذ سياسي كبير كطبقة في إيران.

## المذبحة الدموية
في عام 1632، وقعت مذبحة في الحريم الملكي الصفوي في أصفهان. وقعت المذبحة بأمر من صفي الأول ليلة 20 فبراير 1632، وأصبحت تُعرف باسم المذبحة الدموية.
أمر الشاه عباس الأول بقتل أبنائه وسجن أحفاده لتجنب خطر المؤامرات السياسية. ومع ذلك، عند وفاة عباد الأول في عام 1629، اندلعت المنافسة المفتوحة والحرب بين الأحفاد الذكور وأبناء عمومة عباس الأول. في عام 1632، قُتلت أربعون امرأة في الحريم الصفوي إلى جانب جميع الأحفاد الذكور من العائلة المالكة من كلا الخطين الذكور والإناث؛ من أجل تجنب جميع المطالبات بالعرش من كلا الخطين الذكور والإناث من السلالة.
كما قام صفي الأول بإزالة جميع العبيد الملكيين لعباس الأول، قيزلباش (شيخاوند)، وكذلك جميع المسؤولين (مرعشي) والأصهار (داماد) من مناصبهم.
أعادت مذبحة الحريم الصفوية عام 1632 تنظيم نظام السلالة الصفوية؛ حيث قُضي على جميع خطوط العائلة البديلة، ورُكزَت الخلافة على سلالة رجل واحد.

## طالع أيضًا
- الحريم العباسي
- حريم القاجار
- الحريم العثماني